# Kallikuppa, Bangarapet
Kallikuppa là một làng thuộc tehsil Bangarapet, huyện Kolar, bang Karnataka, Ấn Độ.